# Comercio del antiguo Egipto

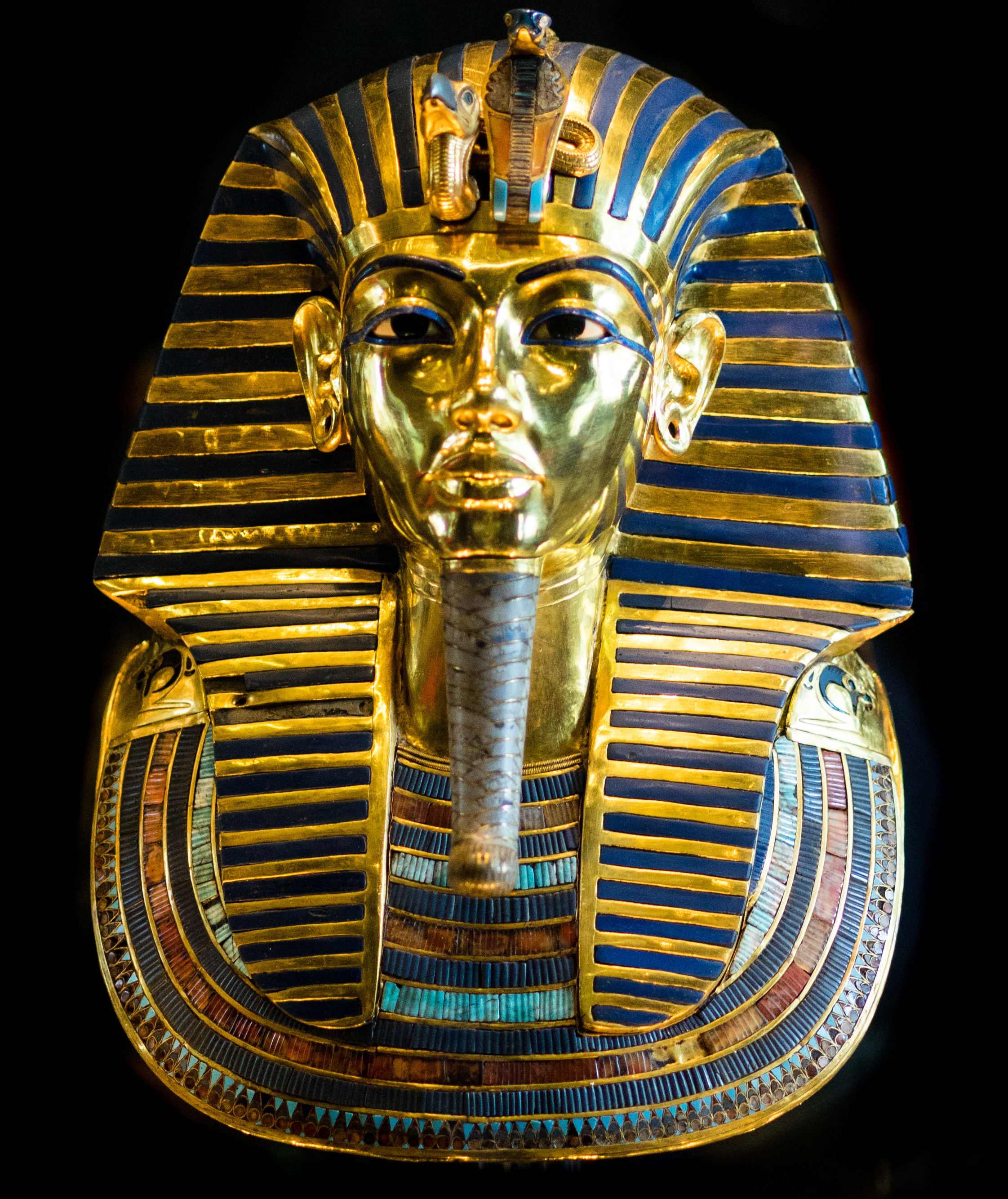
Máscara funeraria de Tutankamón, decorada con lapislázuli importado de Badakhxan, en el centro de Asia.

El Comercio del antiguo Egipto consistió en el establecimiento gradual de rutas comerciales terrestres y marítimas entre el antiguo Egipto y las poblaciones de Arabia, India y el África Subsahariana.

## Comercio y transporte prehistórico
En el periodo epipaleolítico, alrededor del 10 000 a. C., la cultura natufiense importaba frutas partenocárpicas desde el sureste del Creciente Fértil hasta el levante mediterráneo. Migraciones posteriores desde el Creciente Fértil exportarían prácticas agrícolas hacia otras regiones, como Europa, Mongolia, Crimea y el norte de África. Entre el 6000 y el 4000 a. C. la población del Sahara importó animales domésticos de Asia. En los yacimientos arqueológicos de Playa Nabta hay registro de la presencia de cabras y ovejas provenientes de Asia Occidental durante el séptimo milenio a. C. en el antiguo Egipto.
Objetos importados encontrados en el Alto Egipto durante el quinto milenio a. C. indican el contacto entre la cultura badariense de Egipto y los pueblos sirios. En los yacimientos arqueológicos de Maadi se han encontrado indicios de la importación de alfarería y técnicas de construcción desde Canaan a inicios del cuarto milenio a. C., durante el periodo predinástico.
Para el cuarto milenio a. C. la navegación se había establecido y ya había sido domesticado el burro y probablemente el dromedario. Posteriormente fueron domesticados el camello bactriano y el caballo, seguido por su uso como medio de transporte. Muestras de carbón encontrado en tumbas de Hieracómpolis y datadas en el periodo Amratiense y Gerzeense han sido identificadas como madera de cedro procedente de Líbano. Durante el periodo predinástico también se importaba obsidiana de Etiopía para la creación de cuchillos y otros objetos de lasca. También hubo comercio con Nubia, con los oasis del desierto occidental y con el Mediterráneo oriental.
Productos de alfarería y otros objetos del Levante mediterráneo han sido encontrados en el antiguo Egipto y datados en el periodo de Naqada. Productos egipcios de la misma época han sido encontrados en regiones de Oriente Próximo como Canaan y en ciudades de Mesopotamia como Uruk y Susa. Para la segunda mitad del cuarto milenio a. C. el lapislázuli de Badakhxan, en el centro de Asia, era exportado a Mesopotamia y Egipto.

## Comercio transahariano
La ruta terrestre de Uadi Hammamat, que conecta al río Nilo con el mar Rojo, ha sido usada desde el periodo predinástico. Dibujos de canoas egipcias de juncos se han hallado a lo largo del camino y han sido datadas alrededor del cuarto milenio a. C. Durante la primera dinastía surgieron ciudades a lo largo de las rutas del río Nilo y el mar Rojo, siendo testimonio de lo frecuentado de los caminos. El puerto de Elim fue parte de la ruta comercial de Tebas con el mar Rojo, conectando con Asia, Arabia y el Cuerno de África. Se ha documentado el uso de la ruta durante el reinado de Sesostris I, Seti I, Ramsés IV y posteriormente por el Imperio romano, usándola principalmente para la minería.
La ruta comercial de Jariyá con Asiut fue usada desde el imperio Antiguo para el transporte y venta de oro, marfil, especias, trigo, animales y plantas. Posteriormente los romanos protegieron la ruta mediante la construcción de fortalezas y asentamientos defensivos. Heródoto escribió que la ruta podía ser recorrida en cuarenta días, siendo una de las principales rutas entre Nubia y Egipto. En su máxima extensión la ruta llegaba a Kobbei, al norte de El Fasher, atravesando el desierto y Wadi Howar hasta llegar a Egipto.

## Comercio marítimo

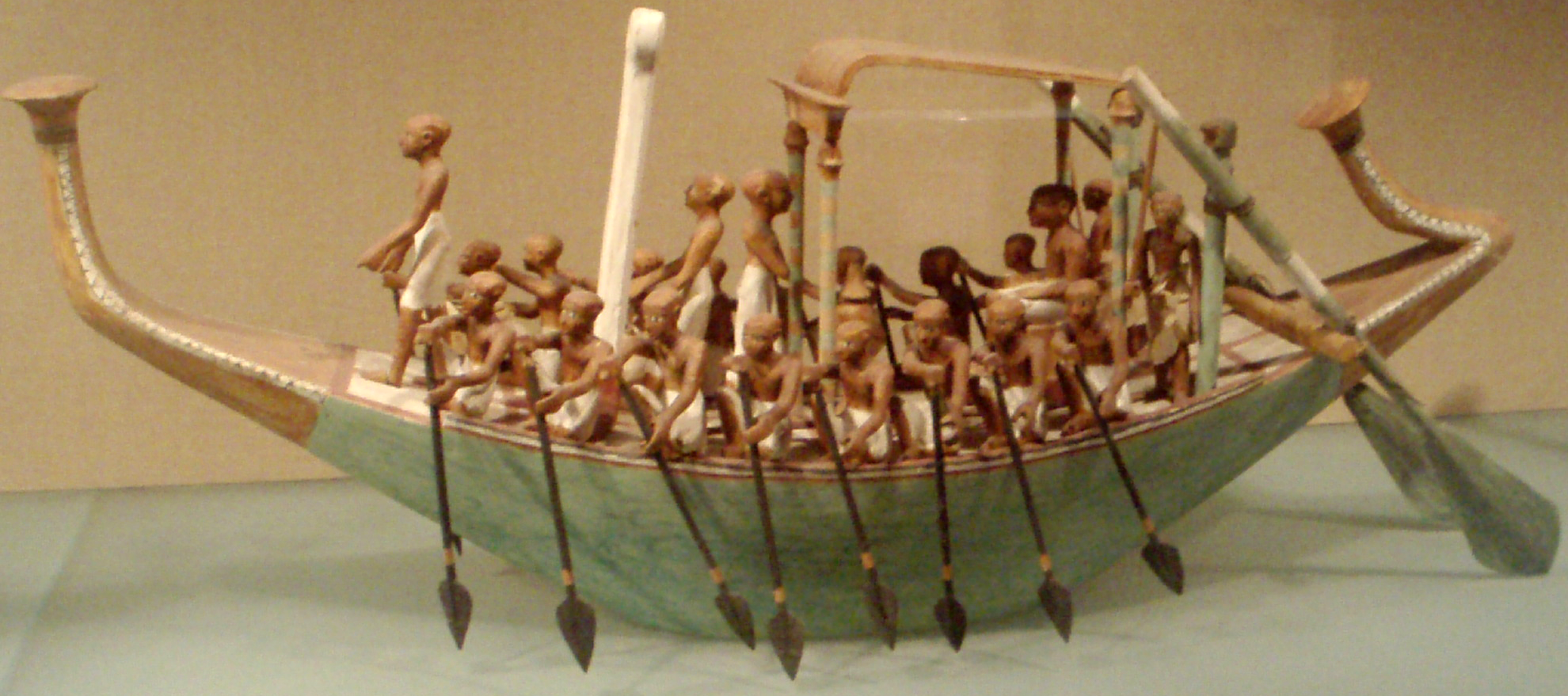
Modelo de un barco funerario de remo hallado en la tumba de Meketre, oficial del faraón Amenemhat I en la decimosegunda dinastía

Se tiene constancia de la construcción de barcos en el antiguo Egipto desde al menos el 3000 a. C. Los constructores sabían ensamblar tablones de madera en el casco del barco, con cintas tejidas que se utilizaban para unirlos y juncos o hierba entre ellos para sellar las uniones. El Instituto Arqueológico de América ha estimado que la embarcación más antigua conocida de Egipto, con 22.8 metros de largo, fue construida cerca del año 3000 a. C. y pudo pertenecer al faraón Aha.
Una colonia egipcia al sur de Canaán ha sido fechada poco antes de la primera dinastía. El faraón Narmer tenía alfarería egipcia fabricada en Canaan con su nombre escrito en ellos e importados a Egipto desde Tel Arad, Rafah y Habesor. En 1994 fueron descubiertos fragmentos de cerámica de un serej con el nombre del faraón Narmer, fechado en el año 3000 a. C. Estudios mineralógicos mostraron que los fragmentos pertenecían a una vasija de vino exportada desde el Nilo a Palestina. Debido al clima de Egipto la producción de vino no era posible en la región, por lo que debía ser importado de Grecia, Fenicia y Palestina, estableciendo relaciones comerciales con estas regiones.